# Liste von Bergen in Armenien

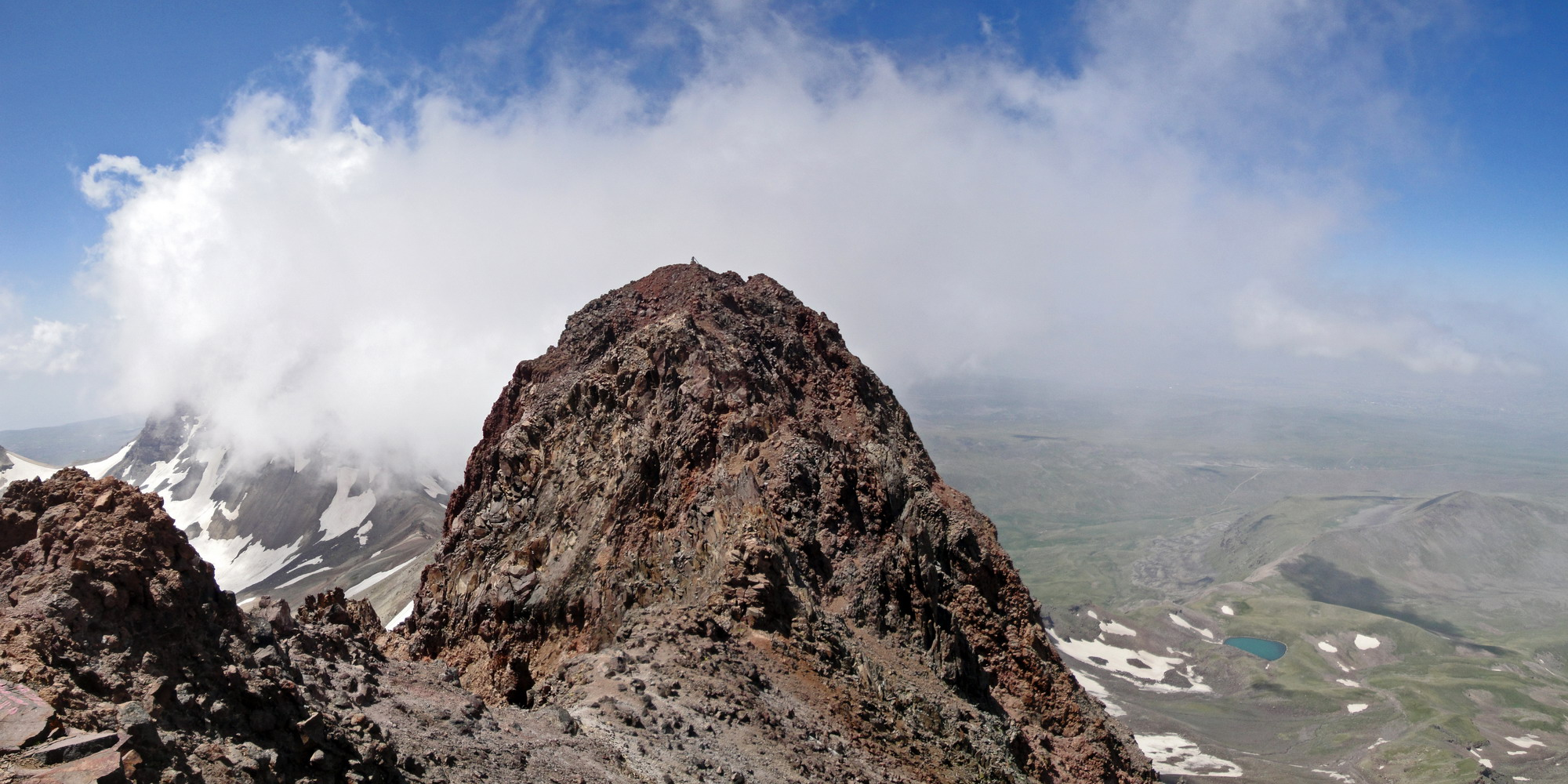
Höchster Punkt des Landes: Nordgipfel des Aragaz

Diese Liste von Bergen in Armenien nennt, der Höhe nach geordnet, die höchsten Berge in Armenien. Der höchste Gipfel des Landes ist der Aragaz, mit 4090 (4095) Metern Höhe auch der einzige Viertausender des Landes, für den Aragaz sind auch die drei Nebengipfel aufgeführt.
Die höchsten Gipfel des Landes befinden sich im Armenischen Hochland. Einige der Berge sind vulkanischen Ursprungs.
Diese Liste ist mit Anklicken der Pfeile sortierbar.
| Berg                    | Höhe in m | Lage | Gebirge / Gebirgszug               | Provinz Anmerkungen                                              | Bild                 |
| ----------------------- | --------- | ---- | ---------------------------------- | ---------------------------------------------------------------- | -------------------- |
| Aragaz Արագած           | 4090      |      | Armenisches Hochland               | Aragazotn, Schirak Höchster Punkt des Landes, Schichtvulkan      | Aragaz (vier Gipfel) |
| Aragaz Westgipfel       | 4080      |      | Armenisches Hochland               | Aragazotn, Schirak Nebengipfel                                   | Aragaz (vier Gipfel) |
| Aragaz Ostgipfel        | 3916      |      | Armenisches Hochland               | Aragazotn, Schirak Nebengipfel                                   | Aragaz (vier Gipfel) |
| Kaputdschugh Կապուտջուղ | 3904      |      | Sangesurkamm                       | Sjunik Grenze zu Aserbaidschan (Autonome Republik Nachitschewan) | Kaputdschugh         |
| Aragaz Südgipfel        | 3879      |      | Armenisches Hochland               | Aragazotn, Schirak Nebengipfel                                   | Aragaz (vier Gipfel) |
| Aschdahak Աժդահակ       | 3597      |      | Armenisches Hochland               | Gegharkunik Vulkan, Kratersee                                    | Aschdahak            |
| Kezelboghaz Թրասար      | 3594      |      | Armenisches Hochland               | Syunik                                                           |                      |
| Ara Արա լեռ             | 2577      |      | Armenisches Hochland               | Aragazotn, Kotajk Vulkan                                         | Ara                  |
| (Mets) Arteni Արտենի    | 2047      |      | Armenisches Hochland Aragaz-Massiv | Aragazotn Vulkan                                                 | Arteni               |
| Pokr Arteni Փոքր Արտենի | 1754      |      | Armenisches Hochland Aragaz-Massiv | Aragazotn Vulkan                                                 |                      |